# Jennifer Beck
Jennifer (Jenny) Beck, née le 3 août 1974 à Los Angeles en Californie, est une actrice américaine surtout connue pour avoir joué la jeune Elizabeth Maxwell dans V.

## Biographie
Fille de Jim et Lori Beck, elle a commencé à jouer à l'âge de deux ans. Elle a joué le rôle de Claire Carroll dans la série télévisée Le Cavalier solitaire.
Ses débuts au cinéma ont eu lieu avec La Corde raide en 1984 avec Clint Eastwood, et elle a également joué dans Le Fantôme de Canterville en 1985 et Troll en 1986.
Beck a également fait des publicités télévisées.
En 1990, Beck a reçu l'American Youth Foundation Award pour son implication communautaire. Sa performance dans Troll lui vaut une nomination au Young Artist Awards de la meilleure actrice dans un second rôle.

## Filmographie

### Télévision
- 1982 : Le Grand Frère (5 épisodes)[2]
- 1983-1985 : Hooker : Chrissie Hooker (3 épisodes)
- 1984 : V, la Bataille finale : Elizabeth Maxwell (1 épisode)
- 1984 : V : Elizabeth Maxwell (2 épisodes)
- 1984 : Hôtel : Sarah Lawrence (1 épisode)
- 1985 : Finder of Lost Loves : Sharon Mason (1 épisode)
- 1986 : Matlock : Lila Harrison (1 épisode)
- 1986 : Falcon Crest : Jordan (2 épisodes)
- 1987 : CBS Summer Playhouse : Diane (1 épisode)
- 1987 : Allô Nelly bobo : Molly Hamilton (1 épisode)
- 1988-1991 : Le Cavalier solitaire : Claire Carroll (56 épisodes)
- 1991 : Roseanne (1 épisode)

### Cinéma
- 1984 : La corde raide : Penny Block
- 1985 : Le Fantôme de Canterville (en) : Virginia Otis
- 1986 : Troll : Wendy Anne Potter
- 1987 : Acompte sur meurtre